# نشاطی هزارجریبی
میرزا عباس نامـوَر به نشاطی هزارجریبی مازندرانی (زادهٔ ۱۲۰۰ هـ.ق برابر با ۱۱۶۴ هـ.خ در سرخده هزارجریب درگذشتهٔ ۱۲۶۲ هـ.ق برابر با ۱۲۲۴ هـ.خ ) شاعر ایرانی دورهٔ قاجار (سدهٔ ۱۳ هـ.ق) است.

## زندگی‌نامه
میرزا عباس وارونهٔ پیشهٔ پدرش که برزگر بود بر پایهٔ توانایی درونی‌ش به مکتب محل رفت و نزد آخوند ده که سواد کمی داشت قرآن و ادعیه و چند کتاب را خواند. او در نکوهش کودکی که سر او را شکست شعر زیر را گفت:
| ای آنکه مرا بسنگ سر میشکنی |  | روباهی و مغز شیر نر میشکنی |

ملای مکتب که از ذوق شعری بی‌بهره بود او را فلک نمود و میرزا عباس در نکوهش مکتب‌دار این شعر را گفت:
| ریش مولانا شبیه دم خرماند همی |  | از خریت خر مر او را چون پدر ماند همی |

پس از این رخداد مکتب ده را رها نموده به ساری کوچید و سرگرم فراگیری صرف ، نحو ، ریاضیات ، معنی ، بیان و تفسیر قرآن شد و با هوش سرشاری که داشت دانش‌های فراگیر روزگار را در ساری به‌خوبی فرا گرفت. در همین شهر به حضور فتحعلی‌شاه بار یافت و شعری در ستایشش سرود که مورد توجه قرار گرفت و همراه وی به تهران رفت و در پایتخت‌ به مدایح سلطان و امراء و هجو برخی از اشخاص، روزگار می‌گذرانید و از این راه سرمایه‌ای بدست آورده و با گرفتن یکی از دهکده‌های هزارجریب (تلوکلا) بعنوان تیول از دربار، زندگی‌ مرفهی برایش فراهم شد.

## در کتب دیگر
- رضاقلی‌خان هدایت در مجمع الفصحاء :

«طبع خوبی داشته لیکن تتبع کم کرده و سال‌هاست که نظیر او شاعری طامع‌ دیده نگردید اهاجی ملیحه و قطعات فصیحه بسیار دارد.»
- محمد علی مذهب اصفهانی نگارندهٔ تذکره یخچالیه و مدایح معتمدیه :

«در زمانی‌‌که چاپخانهٔ سنگی در دارالخلافه به سال ۱۲۴۴ هجری قمری تأسیس شد از جمله کتبی که به چاپ رسید دیوان نشاطی خان بود که با صرف چهارصد تومان‌ وجه بنفقه معتمد الدوله از شصت هزار بیت اشعار نشاطی تعداد شش هزار بیت آن انتخاب‌ میرزا عباس نشاطی هزار جریبی مازندرانی از شعرای بزرگ دوران قاجاریه و با مقدمه‌‌ای که میرزا محمد بن فتحعلی لواسانی در شرح ‌حال شاعر نوشته بود طبع و نشر گردید و تصویر نقاشی‌شده نشاطی هم در اول دیوان به چاپ رسید.این‌ دبوان با وصف آنکه چاپ شد به قدری کمیاب است که در حکم نسخ خطی باید آنرا محسوب داشت.»

## بن‌مایه
1. ↑  اعتماد السلطنه - منتظم ناصری - پوشینهٔ سوم.

- سید محمد طاهری (شهاب) - «مجلهٔ ارمغان» دورهٔ سی‌وهفتم، مرداد و شهریور ۱۳۴۷ - شماره ۵ و ۶ - (۶ صفحه از ۲۶۷ تا ۲۷۲)